# Camará
Camará es un distrito de Aquiraz en el estado de Ceará con una población de alrededor de 10 000 habitantes

## Emancipación de Cámara
Dirigidos por Emilio Lustosa, movimiento que tiene por objeto facultar a la Cámara Regional de Aquiraz se ha basado cada vez más en el apoyo de la población. Dr.Emilio tiene el apodo de "Caballero de la emancipación" por estar siempre a caballo en los desfiles de potenciación.
- Datos: Q5741739